# Pflasterstrand
Le Pflasterstrand (orthographe de février 1986: « PflasterStrand ») était un journal d'opinion paraissant tous les quinze jours ou tous les mois, fondé en octobre 1976 à Francfort-sur-le-Main par Daniel Cohn-Bendit et qui a revendiqué jusqu'à 10.000 lecteurs au milieu des années 1980, peu avant sa disparition en 1990.

## Histoire

### Contexte au moment de la fondation
Dès son origine, le groupe Revolutionärer Kampf publie un journal éponyme. À partir de janvier 1973, il joue un rôle important dans le journal interégional Wir Wollen Alles (Nous voulons tout) qui s'inspire de son prédécesseur français Tout ! et fait état dès son premier numéro d'une grande manifestation nationale, contre la Guerre du Viêt Nam. Wir Wollen Alles sera publié jusqu'en juin 1975, sous la responsabilité de Joschka Fischer. Au cours des mois suivants, le groupe Revolutionärer Kampf n'a plus de journal.
En mai 1976, après une manifestation qui a laissé le policier Jürgen Weber brûlé à 60 degrés par des cocktail molotov, les squats de la ville sont particulièrement visés et les occupants illégaux suspectés d’appartenir ou de venir en aide aux groupes de lutte armée. Le surlendemain, lors d'un meeting, Joschka Fischer se démarque clairement pour la première fois des terroristes en appelant ses camarades à abandonner les bombes pour revenir aux pierres. Joschka Fischer venait de passer une nuit en garde à vue, comme une douzaine de ses camarades, dont la photo était passée à la télévision dans le cadre de cette enquête. Les squatt de Francfort étaient jusque là protégés de l'intervention de la police par une "mini-ligne maginot" (carcasses de voitures, pièges), ressemblant parfois aux châteaux féodaux et reliés par un réseau téléphonique pour alerter leur équipe de "protecteurs", menés par Joschka Fischer, qui s'entraînaient dans la forêt, toute proche, du Taunus, menacée par le projet d'extension de l'Aéroport de Francfort-sur-le-Main. 
Plusieurs des participants à ces entrainements, qui regroupent 40 personnes et incluent le lancer de coktail molotov, se retrouvent parfois à l'hôpital en raison de leur violence et on y trouvait finalement plus de femmes mais que des militants totalent inféodés à leur leader.
La mouvance locale d'extrême-gauche menée par Joschka Fischer, qui s'activait dans le cadre du "Secours rouge" pour protester contre les conditions excessives de détention des terroristes présumés, est au même moment mise aussi en difficulté par la colère générale contre l'attentat du 1er juin 1976 contre le quartier général des forces américaines à Francfort, qui cause pas moins de 16 blessés ou les dérives antisémites et ultra-violentes constatées lors d'un détournement d'avion en Afrique par des terroristes allemands, dans la nuit du 3 au 4 juillet 1976, finalement mis en échec par l'armée israélienne lors du Raid d'Entebbe. 
En août 1976, Daniel Cohn-Bendit publie un article qui fait la couverture du magazine Das dam, publié de 1973 à 1979 à Hambourg, fondé par Klaus Rainer Röhl, premier directeur du magazine konkret et ex-mari d'Ulrike Meinhof, et qui mêlait pornographie et textes gauchistes.

### Origine du nomPflasterstrand
L’orientation politique a été clarifiée par le titre Pflasterstrand, qui fait référence au slogan de mai 1968 à Paris, Sous les pavés, la plage ! alors qu'existait déjà en Allemagne depuis deux ans un magazine anarchiste appelé "Sous les pavés est la plage" (1974-1985) tandis que la cinéaste Helma Sanders-Brahms avait produit et réalisé en 1975 le film Sous le timbre est la plage.

### La fondation
Le numéro zéro d’octobre 1976 fixait l’objectif suivant: "Voir et discuter" autour d'un spectre "allant des macrobiotes à la cellule révolutionnaire, qui traite de nos souhaits d’évasion et de nos difficultés individuelles ainsi que de la dimension politique, la plus brutale" tout en évoquant "la répression de la police et l'auto-répression parmi nous".
Le magazine s’est d’abord présenté comme le porte-parole de la scène d'extrême-gauche "Sponti" à Francfort-sur-le-Main, grâce à la notoriété de son fondateur, qui partageait l'appartement de son ami personnel Joschka Fischer, leader du groupe d'autodéfense des squatters de la ville. Faisant principalement appel à des contributions extérieures bénévoles et se présentant comme "autogéré", le magazine comportait un calendrier des manifestations locales pour la musique, le cinéma, le théâtre, la vie politique, la culture. En 1981, la pré-impression de la version allemande du roman Chronique d’une mort annoncée, de Gabriel García Márquez, a ainsi été publiée dans Pflasterstrand.

### La contestation de l'aéroport et le débat sur le retour aux urnes
Le journal est fondé à une période où le retour aux urnes de l'extrême-gauche allemande n'est pas encore en cours et la contestation contre le projet de troisième piste de l'Aéroport de Francfort-sur-le-Main, qui devait être utilisée par les avions de l’US Air Force, est en sommeil. Le nouveau terminal aéroportuaire, inauguré en 1972, reste en effet lui aussi en sommeil du fait de la crise économique de 1973. Ce sera seulement en 1978, près de deux ans après la fondation du Pflasterstrand que le gouvernement local social-démocrate cèdera 300 hectares à la société de l'Aéroport de Francfort, qui commence ses premiers travaux de terrassement, passant par un déboisement. 
Les grandes manifestations anti-nucléaires très violentes montrent en effet en 1977 les limites de l'opposition extra-parlementaire. Se constituent alors nombre de listes écologiques dans la plupart des Länder, mais pas en Hesse. La plus emblématique du pays est la Bunte Liste-Wehrt Euch (BLW) créée en 1978 pour les élections à Hambourg tandis qu'à Brême est élu aussi le marxiste Rudolf Dutschke, qui sera un des fondateurs du Parti Vert peu après. À Francfort, les ex-« Spontis » qui ont lancé le journal ne s’engageront dans le parti Vert que beaucoup plus tardivement: Joschka Fischer en 1982 et Daniel Cohn-Bendit en 1984.

### La polémique de 1977-1978
En 1978, une polémique survient au sujet de l'ex-terroriste des "cellules révolutionnaires", Hans-Joachim Klein en raison d'un article dans le magazine de son ami Daniel Cohn-Bendit. L'affaire a incité le procureur à fouiller les locaux du journal et à saisir l'intégralité de l'édition du numéro en question. 
Au même moment, le 3 octobre 1978, le quotidien français Libération a publié une série d'entretiens avec le même Hans-Joachim Klein, sous la plume du reporter Jean-Marcel Bouguereau, ami de Cohn-Bendit depuis 1968.
Dès septembre 1977, le journal est secoué par une série de polémiques sur la couverture de ce sujet et titre son premier article sur le sujet "Hans-Joachim: carton jaune". Le comité de rédaction a décidé en 1977 ne pas publier l'interview de Klein dans le journal, une "décision politique" qui exprime son "horreur" face à la manière dont l'opération est conduite. 
Parallèlement, une partie de l'équipe éditoriale décide de publier l'interview sous forme de document, un livret qui sera disponible dans les librairies de gauche en Allemagne. L'un des textes sur Hans-Joachim Klein publiés dans le journal dénonce "son désir de profiter du spectaculaire" et une forme de "continuité de son comportement depuis son entrée dans les cellules révolutionnaires" qui "le rend indigne de confiance".

### Le défi de la fondation deTitanicet deDie Tageszeitung
Après seulement deux ans, le magazine subit de sérieux défis avec la fondation de journaux qui ont un succès rapide et lui font de l'ombre à Francofrt, notamment en 1979 la création à Berlin de l'irrévérencieux Die Tageszeitung qui très vite occupe une place particulière dans le paysage médiatique allemand, comme alternative à la presse traditionnelle, avec des prises de position en faveur des féministes et des écologistes. La même année voit le jour à Francfort même le magazine satirique Titanic (magazine), par d'anciens membres d'un autre titre satirique, réputé depuis les années 1960, Pardon. Il sera dirigé dix ans plus tard par Christian Y.Schmidt, ex-militant «sponti», maoïste, et occupant d'immeubles à Francfort, qui a connu le groupe mené par Cohn-Bendit et Fischer et publiera une biographie très critique de ce dernier. Selon lui, Joschka Fischer s'est mué en politicien habile et s'est attribué des mérites et des victoires qui ne sont pas siens, en gommant au passage l'adjectif violente du compte-rendu d'une harangue prononcée le 12 mars 1974 dans laquelle il avait justifié la résistance de masse sa flexibilité, "estampillée à tort" de "libertaire", s'accompagnant "d'une relégation au second plan des contenus politiques au profit des ambitions de leurs leaders, Fischer et Cohn-Bendit".

### Le début des années 1980
À partir de 1982, le journal, qui avait jusqu'alors principalement imprimé des contributions extérieures, constitue sa propre rédaction, qui a ensuite de plus en plus exprimé son souhait d'une tendance à la professionnalisation journalistique. Des échanges ont également eu lieu avec Die Tageszeitung, qui a percé, et dont les rédactions locales, notamment via les plumes de Heide Platen, Klaus-Peter Klingelschmitt et Michael Miersch, ont apporté des contributions.
Le 17 septembre 1982, sur fond de crise causée par le Deuxième choc pétrolier, la coalition sociale-libérale au pouvoir depuis 1969 en Allemagne, se rompt à la suite de désaccords irréconciliables sur la politique économique et du virage à droite des libéraux. Helmut Kohl, chef de la droite, entreprend des négociations avec le FDP en vue de reconstituer une « coalition noire-jaune », majoritaire au Bundestag, ce qui oblige le SPD, principal parti de centre-gauche, à chercher un accord sur sa gauche avec les Verts allemands, dont l'ancien chef des "Sponti", Joschka Fischer sera un rouage central, avant de devenir ministre régional un an et demi plus tard.
Vers le milieu des années 1980, le fondateur du journal Daniel Cohn-Bendit et son ancien mentor Joschka Fischer ou encore Thomas Schmid, ont exercé une influence déterminante. Les rédacteurs politiques nationaux de Pflasterstrand ont défendu la ligne de participation aux gouvernements, via des alliances, au sein des Verts, avec le SPD.
Dans la seconde partie des années 1980, la rédaction a fait travailler Albert Christian Sellner (pseudonyme "Emil Non-Profit"), Matthias Horx ("Paul Planet"), Georg Dick ("Trino Gordo") , Gisela Wülffing, Cora Stephan ("Vita Quell"), Tatjana Botzat, Edith Kohn ("Rémy Martin"), Johannes Winter ("Franz Spring"), Reinhard Mohr, Esther Schapira , Hartwin Möhrle, Joachim Klein et Werner W. Wille. Au printemps 1988, Gerd Koenen devint rédacteur en chef du Pflasterstrand et se présenta avec un résumé critique de son implication antérieure dans le KBW .
Les feuilles alternatives de Hesse se moquent du "Springer de gauche" car à partir de 1986, les activités d'édition de Cohn-Bendit ont été financées par le gouvernement de Hesse, dirigé par le SPD et dont il était membre, via un premier prêt sans intérêt d'un montant de 260 000 DM provenant du pot pour "la promotion d'opérations alternatives" afin de permettre l'expansion nationale du journal. Le jeune ministre régional et entrepreneur franco-allemand, qui détient désormais 60 000 actions majoritaires dans la "Pflasterstrand GmbH", veut alors combattre un autre tabou: en tant qu'éditeur, a-t-il annoncé, il ne rejetterait pas l'argent des multinationales américaines, car "ce dont nous avons besoin, ce sont des publicités suprarégionales de Coca-Cola ou autre". Selon lui, qui revendique revendique près de 10 000 exemplaires vendus mais pratique un prix élevé de quatre marks, il existe un "marché pour un magazine politico-culturel sur une base intellectuelle."

### L'interview de 1985 avec Hans-Joachim Klein
En 1985, une interview de l'ex-terroriste des "cellules révolutionnaires", Hans-Joachim Klein a été effectuée dans le magazine par Daniel Cohn-Bendit, alors que le premier vivait dans la clandestinité en France, malgré sa participation notoire à l'action commando qui avait causé trois morts à Vienne dix ans plus tôt. Cette interview est suivie en 1986 par le livre "Nous l'avons tant aimée, la révolution", publié par Daniel Cohn-Bendit et dans lequel il consacre un chapitre entier à un nouvel entretien de Hans-Joachim Klein, qui ne s'est toujours pas livré à la Justice.

### Les opérations de 1986 et 1987
En 1987, Matthias Kierzek, propriétaire de la maison d'édition et d'imprimerie héritée de son père, le Fuldaer Verlagsanstalt, et cofondateur d'Eichborn Verlag, a rejoint le journal dont le nouveau rédacteur en chef était Matthias Horx, qui avait pour objectif de le "transformer" en une "entreprise de services moderne".
La moitié du journal a été alors vendue à Fuldaer Verlagsanstalt, tandis que Cohn-Bendit détient toujours l'autre moitié. Le nouvel actionnaire affirmé qu'il fournira jusqu'à 100 000 marks au cours des premiers mois pour financer la restructuration opérationnelle et une "augmentation de salaire progressive" de 300 marks. "Sous le trottoir, l'argent" titre alors un article du quotidien Die Tageszeitung. Dans le préambule du nouveau contrat social signé par le nouvel éditeur, "l'autonomie fondamentale du comité de rédaction" est consignée. Cohn-Bendit affirme que sa présence et celle de la rédactrice culturelle Elisabeth Kiderlen ainsi que les recrutements d'Edith Kohn et de l'ex-gauchiste Gerd Koenen, qu'il a fréquenté une décennie plus tôt à Francfort-sur-le-Main, garantissent que "la continuité historique est préservée". Toutes les décisions éditoriales sont prises par l'éditeur Cohn-Bendit, qui doit toutefois s'entendre avec l'éditeur Kurziek.

### La disparition en 1990
Le journal en 1987 est devenu un magazine mensuel sur papier glacé, qui n’a pas obtenu le succès escompté. Sa diffusion s’est élevée à 24 000 exemplaires peu après la relance, mais a ensuite diminué de manière significative. En août 1990, Kierzek a vendu le Pflasterstrand à la société de presse "Verlagsgesellschaft mbH" des deux éditeurs Jan-Peter Eichhorn et Gerhard Krauss, qui avaient assuré la parution du magazine municipal depuis 1982 à Francfort et l'ont fusionné avec le titre racheté puis ont décidé en septembre 1990 d’abandonner les deux titres mensuels.